# Johann Vexo
Johann Vexo (Nancy, 1978) è un organista e compositore francese, noto per essere l'organista titolare della cattedrale di Nancy nonché organista all'organo corale della cattedrale di Notre-Dame.

## Biografia
Johann Vexo compiuto gli studi musicali con Christophe Mantoux al Conservatorio di Strasburgo dove ha ottenuto il Premier Prix in Organo. Ha poi proseguito i suoi studi al Conservatorio nazionale superiore di musica di Parigi con Michel Bouvard e Olivier Latry per l’organo e con Thierry Escaich e Philippe Lefebvre per l’improvvisazione. Ha conseguito diversi diplomi tra cui il Premier Prix in Organo, il Premier Prix in Basso Continuo e i Prix in Armonia e Contrappunto.
Nominato a 25 anni organista del coro della cattedrale di Notre-Dame di Parigi, Johann Vexo è inoltre titolare del grande organo Cavaillé-Coll della cattedrale di Nancy e professore d’organo al Conservatorio e all’Accademia superiore di musica di Strasburgo.
Invitato a partecipare a numerosi festival internazionali, Johann Vexo ha tenuto concerti in Europa, negli Stati Uniti, in Canada, in Australia, in Nuova Zelanda e in Russia. Come solista o con orchestra si è esibito ad Atlanta, Auckland, Dallas, Düsseldorf, Los Angeles, Melbourne, Montréal, Mosca, New York, Porto, Riga e Vienna, in prestigiose sedi come la Wanamaker Grand Court di Filadelfia, la basilica National Shrine di Washington, la Kultur und Kongresszentrum di Lucerna, la cattedrale di Santa Maria di Sydney e la Filarmonica di Ekaterinburg.
Parallelamente all’attività di concertista, Johann Vexo è stato invitato a tenere corsi di perfezionamento e master class organistiche per l’American Guild of Organists ma anche alla Rice University (Houston), presso il Curtis Institute of Music (Filadelfia), al Westminster Choir College (Princeton) e per l’Università di Aveiro (Portogallo). Ha inciso diversi CD su strumenti storici francesi, tra cui uno per l’etichetta JAV recordings al grande organo della cattedrale di Notre-Dame di Parigi.
Johann Vexo è rappresentato in esclusiva per gli Stati Uniti e il Canada dall’agenzia Phillip Truckenbrod Concert Artists, LLC.